# Зария, Геннадий Мамантович
Геннадий Мамантович (Михайлович) Зария (19 сентября 1945 — ?) — советский футболист, полузащитник.

## Биография
Начинал играть в 1964 году в «Динамо» Сухуми. В 1965—1969 годах за «Торпедо» Кутаиси в чемпионате СССР провёл 124 матча, забил 8 голов. Завершал карьеру во второй лиге в «Динамо» Сухуми в 1970—1973 годах.
Работал тренером в ДЮСШ Сухуми.
В сентябре 2014 года сообщалось о проведении в Тбилиси турнира по мини-футболу, посвященного памяти Геннадия Зария.